# Стрешнев, Степан Лукьянович
Степан Лукьянович Стре́шнев (1616 — 3 июля 1666) — московский государственный и военный деятель, стольник, окольничий, полковой воевода и боярин.
Известный своим горячим участием в деле низложения патриарха Никона. Он составлял вопросы о разных обстоятельствах Никонова дела, на которые митрополит Паисий писал казуистические ответы.

## Биография
Представитель дворянского рода Стрешневых. Сын боярина Лукьяна Степановича Стрешнева (ум. 1650) и Анны Константиновны (урожденной Юшковой). Брат царицы Евдокии Стрешневой, 2-й жены царя Михаила Фёдоровича, родной дядя царя Алексея Михайловича.

### Служба при Михаиле Фёдоровиче
В 1626 году после женитьбы царя Михаила Фёдоровича на его сестре Евдокии Лукьяновне Степан, которому тогда было около десяти лет, был взят в стольники на службу к новой царице. В том же году к празднику Рождества ему были сшиты два богатых кафтана — праздничный, «из турецкого золотного атласа, украшенный на груди восемью „образцами“ (род запонок), низаными жемчугом, стоимостью, по оценке Мастерской палаты, в 34 руб. 22 алтына», и будничный, «сшитый из червчатого киндяка на лисьем меху бурых лисиц с нашивкою (застежками), тканою в кружки из серебра с шелком, и с воротником из золотного атласа по червчатой земле».
В мае 1631 года впервые упоминается на царской службе, когда присутствовал при приёме шведского посла Антона Монира.
21 мая 1637 года Степан Лукьянович Стрешнев женился на княжне Марии Алексеевне Лыковой (ум. 1674), дочери стольника князя Алексея Фёдоровича Лыкова. На свадьбе присутствовал сам царь Михаил Фёдорович. На следующий день после свадьбы, 22 мая, С. Л. Стрешнев прибыл к царю Михаилу Фёдоровичу, получив от него подарки и образ Благовещения Пресвятой Богородицы.
Несмотря на близкое родство с царем Михаилом Фёдоровичем, Степан Стрешнев не занимал видного положения среди придворной знати. В 1635 и 1644 годах он вместе с другими стольниками служил чашником за царскими обедами, данными литовским послам, персидскому послу и датскому королевичу Вальдемару, жениху царевны Ирины Михайловны.

### Служба при Алексее Михайловиче
С 1645 года, когда на царский престол вступил царь Алексей Михайлович (1645—1676), начинается возвышение Степана Лукьяновича Стрешнева. Молодой монарх, по-видимому, очень любил его и относился к нему с доверием. Алексей Михайлович решил выяснить вопрос: желает ли датский принц Вальдемар принять православную веру, чтобы жениться на царевне Ирине Михайловне. Получив отрицательный ответ, царь послал к королевичу Вальдемару своего дядю Степана Стрешнева сказать, что в таком случае династический брак не может состояться. 13 августа королевич с датскими послами были у царя на последней аудиенции, а так как, по случаю траура по царю Михаилу Фёдоровичу, во дворце не могло быть торжественного обеда, то кушанья и напитки были доставлены королевичу на дома «стольником из комнаты» — Степаном Стрешневым.
13 сентября 1645 года во время богомольного «похода» царя Алексея Михайловича в Троице-Сергиеву лавру С. Л. Стрешнев исполнял должность кравчего при царской особе. 28 сентября того же года, в день венчания на царство Алексея Михайловича, Степан Стрешнев был пожалован в кравчие и получил во владение город Гороховец.
3 января 1646 года после получения известий о нападении крымского хана на южнорусские владения Степан Стрешнев был назначен во Мценск, в «прибылых воеводах», на помощь главному воеводе, князю Алексею Никитичу Трубецкому. После своего возвращения в Москву Степан Стрешнев продолжал нести службу в качестве кравчего. Однако в июне 1647 года он был обвинён в колдовстве (в РГАДА в составе коллекции «Уголовные дела по государственным преступлениям» хранятся материалы расследования «О чародействах крестьянина Симона Данилова, об участии в том бояр Ивана и Степана Стрешневых и о приворожении принца датского Вольдемара к царевне Ирине Михайловне»), отстранён от должности и сослан в Вологду. Он был лишен «чести», то есть разжалован в дворяне, но «животы, поместья, отчины и дворы» были оставлены за ним.
В опале Степан Лукьянович Стрешнев пробыл четыре года. 30 марта 1651 года он получил царское прощение и был пожалован прямо из дворян в окольничие. С. Л. Стрешнев упоминался среди других вельмож, сопровождавших царя в его богомольных и загородных поездках. 2 июня 1652 года, когда во время поездки царя в Троице-Сергиеву лавру в Москве произошел большой пожар, Степан Стрешнев был отпущен царём с дороги в столицу, чтобы принять необходимые меры для прекращения пожара.
5 октября 1653 года царь Алексей Михайлович поручил своему дяде, окольничему Степану Стрешневу, выехать во Псков для сбора ратных людей для ожидавшейся войны с Речью Посполитой. С. Л. Стрешнев был назначен вторым воеводой и «товарищем» (заместителем) главного воеводы, боярина Василия Петровича Шереметева, который собирал отряды ратных людей в Новгороде и должен был возглавить северо-западную русскую армию. 3 января 1654 года В. П. Шереметев отпустил С. Л. Стрешнева из Новгорода в Псков, где после смотра служилых людей С. Л. Стрешнев должен был ждать царского указа. Во время нахождения в Пскове Степан Лукьянович Стрешнев получил от царя Алексея Михайловича уведомление о рождении сына, царевича Алексея Алексеевича (род. в феврале 1654) и о присоединении к Русскому государству Малороссии (Украины). Степан Стрешнев со всеми служилыми людьми Пскова отслужил молебен в Троицком соборе за всю царскую семью.
31 мая 1654 года северо-западная русская армия под командованием боярина Василия Петровича Шереметева, окольничего Степана Лукьяновича Стрешнева и думного дворянина Ждана Васильевича Кондырева выступила из Великих Лук в наступление на Великое княжество Литовское. 17 июня Полоцк сдался русской армии. Главный воевода В. П. Шереметев отправил три отдельных отряда из Полоцка на близлежащие литовские города и крепости. Во главе отрядов находились Матвей Васильевич Шереметев, Степан Стрешнев и Ждан Кондырев. 25 июня крепость Дисна сдалась отряду С. Л. Стрешнева, а 27 июня с бою была взята Друя. Затем С. Л. Стрешнев осадил город Озерище и после больших боев захватил его 3 августа 1654 года. Из Озерища Степан Стрешнев со своим полком двинулся на Усвят, к которому подступил 16 августа. 16-23 августа русские осаждали крепость. После недельного сопротивления (23 августа) небольшой польско-литовский гарнизон под руководством С. К. Ентковского сдал город. Из Усвята С. Л. Стрешнев выступил на Сурож. 22 ноября местный гарнизон сдал город русским.
В феврале 1655 года воевода Степан Стрешнев был отозван в Москву, куда вскоре возвратился и сам царь. 11 марта царь Алексей Михайлович пожаловал своего дядю С. Л. Стрешнева в бояре и назначил его в царский полк. В составе государева полка Степан Стрешнев участвовал во втором походе царя Алексея Михайловича на ВКЛ, во время которого были взяты Минск, Борисов, Вильно, Троки, Ковно и Гродно.
12 января 1656 года царь Алексей Михайлович пригласил к царскому столу, кроме грузинского и сибирских царевичей, князя А. Н. Трубецкого, боярина С. Л. Стрешнева и князя С. Р. Пожарского. 29 апреля того же года Степан Стрешнев получил от царя в награду за свою службу шубу, атлас золотной, кубок серебряный и прибавку к денежному окладу. 5 мая 1656 года, на второй день после приёма императорских послов, боярин Степан Стрешнев и думный дьяк Алмаз Иванов по поручению царя ездили к послам, чтобы спросить их о здоровье, — «и послы на государеве милости били челом и его государскую милость восхваляли».
15 мая 1656 года царь Алексей Михайлович предпринял и лично возглавил поход русской армии на шведские владения в Прибалтике. Боярин Степан Стрешнев сопровождал царя в этом походе. Когда в начале июня в Смоленск прибыл посол курляндского герцога Якоба Кетлера, то для ведения переговоров с ним были назначены бояре Никита Иванович Одоевский и Степан Лукьянович Стрешнев, получивший титул наместника нижегородского. 31 июля главные силы русской армии осадили и взяли Динабург. Пере этим царь отправил передовой отряд под командованием своего дяди С. Л. Стрешнева на замок Кокенгаузен. 14 августа Степан Стрешнев в присутствии царя взял замок Кокенгаузен. 17 августа он получил в награду от царя «шубу, крытую золотным атласом, кубок, атлас золотный, два сорока соболей и сто рублев денег».
После неудачной осады Риги и возвращения домой царь Алексей Михайлович получил в Полоцке 31 октября 1656 года новость, что его избрали польским королём и великим князем литовским. Тогда он отправил с этим известием Степана Лукьяновича Стрешнева к царице Марии Ильиничне, своему сыну царевичу Алексею и патриарху Никону.
В 1657 году С. Л. Стрешнев был назначен главой приказа Великого княжества Литовского и приказа Устюжской четверти.
3 июля 1666 года боярин Степан Лукьянович Стрешнев скончался. Царь Алексей Михайлович, выехавший из села Коломенского в этот день на соколиную охоту, узнав о смерти своего дяди, вернулся в столицу и распорядился насчет его погребения, которое, по тогдашнему обычаю, состоялось в тот же день. Царский дядя был похоронен в Чудовом монастыре с большим почетом.